# スダー・コーングラー
スダー・コーングラー（Sudha Kongara）は、インドのタミル語映画で活動する映画監督、脚本家。

## 生い立ち
ヴィジャヤワーダに暮らすテルグ語話者の家庭に生まれ、チェンナイで幼少期を過ごした後、同地のキリスト教女子大学に進学して歴史とマスコミュニケーションの学位を取得した。

## キャリア
2002年にレーヴァティの『Mitr, My Friend』で脚本を手掛けた後、マニラトナムの下で7年間助監督を務めた。2010年に『Drohi』でタミル語映画デビューし、同作の製作中に『最終ラウンド』の構想を思いつき、脚本の執筆を始めた。2013年に長期休養中だったR・マーダヴァンに出演を打診し、リティカー・シンが演じるアマチュアボクサーを指導するコーチ役に起用された。2017年には同作をリメイクしたテルグ語映画『Guru』も手掛け、R・マーダヴァンに代わりヴェンカテーシュ・ダッグバーティをコーチ役に起用している。
2020年にはシンプリーフライ・デカンの創業者G・R・ゴーピナートの半生を描いた『ただ空高く舞え』を手掛け、同作は主演を務めたスーリヤの2Dエンターテインメント及びシキヤ・エンターテインメントとの共同製作作品となっている。『ただ空高く舞え』はCOVID-19パンデミックの影響を受けて劇場公開を断念し、Amazon Prime Videoで配信され、第68回国家映画賞では5部門を受賞するなど大きな成功を収めた。2024年には同作をリメイクしたヒンディー語映画『Sarfira』も手掛け、スーリヤに代わりアクシャイ・クマールを主演に起用している。

## フィルモグラフィー
| 年   | 作品                | 監督 | 脚本 | 言語                  | 備考                     |
| ---- | ------------------- | ---- | ---- | --------------------- | ------------------------ |
| 2002 | Mitr, My Friend     | No   | Yes  | 英語                  |                          |
| 2008 | Andhra Andagadu     | Yes  | Yes  | テルグ語              | [ 13 ]                   |
| 2010 | Drohi               | Yes  | Yes  | タミル語              |                          |
| 2016 | 最終ラウンド        | Yes  | Yes  | タミル語 ヒンディー語 |                          |
| 2017 | Guru                | Yes  | Yes  | テルグ語              |                          |
| 2020 | Putham Pudhu Kaalai | Yes  | Yes  | タミル語              | 「Ilamai Idho Idho」監督 |
| 2020 | ただ空高く舞え      | Yes  | Yes  | タミル語              |                          |
| 2020 | Paava Kadhaigal     | Yes  | Yes  | タミル語              | 「Thangam」監督          |
| 2024 | Sarfira             | Yes  | Yes  | ヒンディー語          |                          |

## 受賞歴
| 年                                | 部門                   | 作品               | 結果       | 出典          |
| 国家映画賞                        | 国家映画賞             | 国家映画賞         | 国家映画賞 | 国家映画賞    |
| --------------------------------- | ---------------------- | ------------------ | ---------- | ------------- |
| 2022年                            | 長編映画賞             | 『ただ空高く舞え』 | 受賞       | [ 14 ]        |
| 2022年                            | オリジナル脚本賞       | 『ただ空高く舞え』 | 受賞       | [ 14 ]        |
| フィルムフェア賞 南インド映画部門 |                        |                    |            |               |
| 2017年                            | タミル語映画部門作品賞 | 『最終ラウンド』   | ノミネート | [ 15 ] [ 16 ] |
| 2017年                            | タミル語映画部門監督賞 | 『最終ラウンド』   | 受賞       | [ 15 ] [ 16 ] |
| 2022年                            | タミル語映画部門作品賞 | 『ただ空高く舞え』 | ノミネート | [ 17 ] [ 18 ] |
| 2022年                            | タミル語映画部門監督賞 | 『ただ空高く舞え』 | 受賞       | [ 17 ] [ 18 ] |
| 南インド国際映画賞                |                        |                    |            |               |
| 2017年                            | タミル語映画部門作品賞 | 『最終ラウンド』   | 受賞       | [ 19 ] [ 20 ] |
| 2017年                            | タミル語映画部門監督賞 | 『最終ラウンド』   | ノミネート | [ 19 ] [ 20 ] |
| 2021年                            | タミル語映画部門作品賞 | 『ただ空高く舞え』 | 受賞       | [ 21 ]        |
| 2021年                            | タミル語映画部門監督賞 | 『ただ空高く舞え』 | 受賞       | [ 21 ]        |
| タミル・ナードゥ州映画賞          |                        |                    |            |               |
| 2015年                            | 監督賞                 | 『最終ラウンド』   | 受賞       | [ 22 ]        |